# Zielin (jezioro)
Jezioro Zielin (niem. Klarer Zielling See) – jezioro w Polsce, położone w województwie zachodniopomorskim,
powiecie myśliborskim, gminie Dębno, na Równinie Gorzowskiej, 2 km na płd.-wsch. od wsi Pszczelnik. 
Długość linii brzegowej 2,7 km.